# Jumpin' Jackson
Jumpin' Jackson is een computerspel dat werd uitgegeven door Infogrames. Het spel kwam in 1990 uit voor zowel de Commodore Amiga als de Atari ST. Het spel is een actiespel, strategiespel en puzzelspel. De speler speelt Jackson die al springend door het speelveld verschillende platen op moet pakken. Elke plaat die wordt opgepakt bevat een tune van een instrument. Als alle platen geplaatst zijn kan het level beëindigd worden. Onderweg wordt de speler geblokkeerd door een aantal vijandige instrumenten. Het speelveld wordt van bovenaf getoond.

## Ontvangst
| Beoordeeld door | Platform | Datum      | Score |
| --------------- | -------- | ---------- | ----- |
| Atari ST User   | Atari ST | april 1990 | 90%   |
| Amiga Joker     | Amiga    | juli 1990  | 88%   |
| Génération 4    | Atari ST | april 1990 | 85%   |
| Zzap!           | Amiga    | juli 1990  | 84%   |
| CU Amiga        | Amiga    | juni 1990  | 82%   |
| Amiga Format    | Amiga    | juli 1990  | 81%   |
| Amiga Action    | Amiga    | juli 1990  | 71%   |
| Power Play      | Amiga    | mei 1990   | 67%   |
| Power Play      | Atari ST | mei 1990   | 67%   |
| Amiga Power     | Amiga    | mei 1991   | 50%   |